# Jacob Epstein
Pour les articles homonymes, voir Epstein.
 (décembre 2020).
Si vous disposez d'ouvrages ou d'articles de référence ou si vous connaissez des sites web de qualité traitant du thème abordé ici, merci de compléter l'article en donnant les références utiles à sa vérifiabilité et en les liant à la section « Notes et références ».
Jacob Epstein (10 novembre 1880 – 19 août 1959) est un sculpteur américain qui a surtout travaillé en Angleterre. Il fut un pionnier de la sculpture moderne, dont les œuvres souvent controversées repoussaient les limites de ce que l'art pouvait montrer.

## Biographie

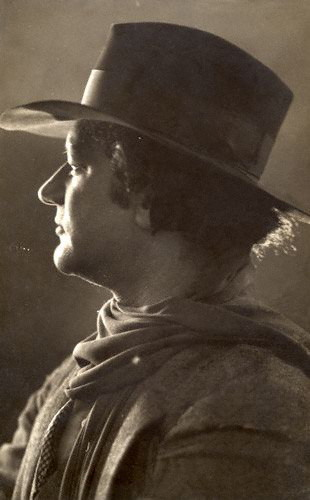
Jacob Epstein photographié par George Charles Beresford (1924).

Jacob Epstein était le fils d'une famille de réfugiés juifs polonais installés à New York, fuyant la misère et les persécutions. Attiré par la sculpture, il entre dans une fonderie de New York et suit, le soir, des cours de modelage. Il se lie à Samuel Halpert, comme lui étudiant. En 1902, il décide de se rendre à Paris pour étudier à l'Académie Julian et à l'École des beaux-arts. Durant son séjour, il s'intéresse de près aux sculptures du Louvre qui l'influenceront. Il quitte ensuite Paris pour Londres en 1905, où une visite au British Museum le persuade de s'installer.
En 1921, il rencontre Kathleen Garman avec qui il passera le reste de sa vie et aura trois enfants.
Travaillant surtout en solitaire, à l'exception d'un bref passage dans le groupe des vorticistes, ainsi que membre de The London Group, Epstein recevra diverses commandes, souvent controversées, jusqu'à la fin de sa vie. En 1954, il est décoré de l'ordre de l'Empire britannique.
Il meurt à Londres le 19 août 1959.
Il est le beau-père de Lucian Freud (1922-2011).

## Carrière

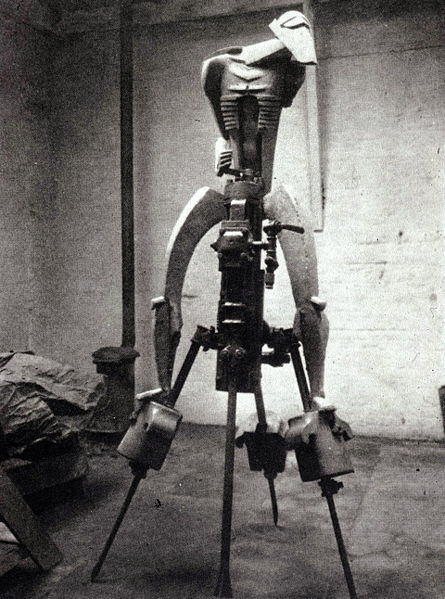
The Rock Drill (1913-1914) dans sa première version.

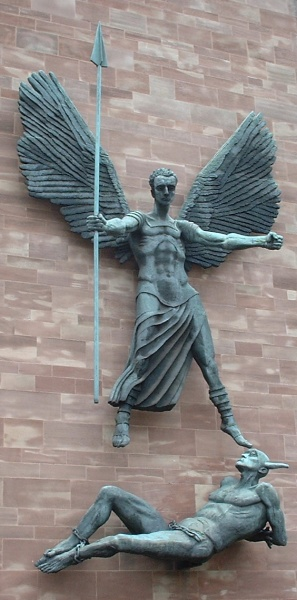
St Michael's Victory over the Devil, bronze, 1958.

En 1908, il est membre suppléant du premier comité du London Salon organisé par l'Allied Artists' Association.
La même année, il reçoit sa première commande : une série de dix-huit statues pour la façade de l'édifice Charles Holden de la British Medical Association, provoque un scandale en raison de la nudité des sujets et de leur représentation non conventionnelle, notamment empruntée à la sculpture de l'Inde. Bien qu'inspirés des poèmes de Walt Whitman, ces personnages, exécutés en quatorze mois, attirent à leur auteur une hostilité qui sera constante tout au long de sa carrière. Les statues survécurent à une violente campagne de dénigration, mais elles furent néanmoins gravement endommagées en 1937 par les autorités municipales londoniennes.
La sculpture qu'il réalise en 1911 pour la tombe d'Oscar Wilde au cimetière du Père-Lachaise, à Paris, déclenche la polémique en raison de l'exhibition, jugée indécente, de parties génitales sur l'ange qui surplombe le caveau. Epstein reçoit toutefois les encouragements de Brancusi à poursuivre sa démarche. Epstein favorise la pratique qui consiste à sculpter directement la matière au lieu d'exécuter une copie d'un modèle en argile. Selon le grain et la forme de la pierre, le sculpteur adapte la forme finale, dans le respect de la nature de son matériau.
Sa sculpture The Rock Drill de 1913, conservée à la Tate Gallery, de Londres, est une de ses œuvres les plus connues. Elle avait été conçue à l'origine comme un personnage déshumanisé, aux formes simplifiées, reflétant le pessimisme sur l'avenir de l'humanité et surmontant un véritable marteau-piqueur. Epstein choisira par la suite de ne conserver que la partie supérieure.
Il délaisse bientôt le côté abstrait de ses figures pour adopter une approche plus réaliste. Ses portraits et ses thèmes religieux lui vaudront cependant des critiques acerbes de laideur, de déformation et d'irrespect des personnages religieux. Il rétorquera que la beauté est partout et que l'important est de favoriser l'émotion.

## Principales œuvres
- 1907–08 Ages of Man, siège social de la British Medical Association, rue Strand, Londres.
- 1911 Monument Oscar Wilde, cimetière du Père-Lachaise, Paris
- 1913–1914 The Rock Drill, bronze, Collection de la Tate Gallery.
- 1917 Venus, marbre, université Yale, Yale Center for British Art, New Haven (Connecticut).
- 1919 Christ, bronze, Wheathampstead, Angleterre.
- 1923 Memorial William Henry Hudson, Rima, Hyde Park, Londres.
- 1928–1929 Night et Day, Londres.
- 1930 Genesis.
- 1931-1933 Primaeval Gods.
- 1932 Elemental.
- 1933 Head of Albert Einstein, bronze, Académie des arts d'Honolulu.
- 1934–1935 Ecce Homo.
- 1939 Adam, albâtre, Blackpool, Angleterre. Maintenant à Harewood House, Leeds.
- 1940–41 Jacob and the Angel, albâtre, collection de la Tate Gallery.
- 1947 Lazarus, albâtre, New College (Oxford).
- 1952 Madonna and Child, bronze, couvent du Saint-Enfant-Jésus, Cavendish Square, Londres.
- 1954 Social Consciousness, Philadelphia Museum of Art, Philadelphie.
- 1954-1955 Christ in Majesty, dans la nef de la cathédrale de Llandaff à Cardiff.
- 1956 La Résurrection de Liverpool, bronze situé devant le Lewis's Building à Liverpool.
- 1958 St Michael's Victory over the Devil, bronze, cathédrale Saint-Michel de Coventry.
- 1959 Rush of Green, Hyde Park, Londres.
- 1959 TUC War Memorial, sur la rue Great Russell, Londres.

À la fin de la Seconde Guerre mondiale, le War Artists Advisory Committee (en) le charge de créer un buste du Premier ministre britannique Winston Churchill. Entre une dizaine et une quinzaine de modèles sont fondus. L'un d'eux est offert au président américain Lyndon B. Johnson en 1965. En 2001, le Premier ministre britannique Tony Blair offre un exemplaire au président George W. Bush, qui l'installe dans le Bureau ovale. Le successeur de Bush, Barack Obama, le déplace dans la salle des Traités de la Maison-Blanche. En 2017, Donald Trump le réinstalle dans le bureau présidentiel, mais son successeur Joe Biden le retire en 2021.